# René Mangin
Pour les articles homonymes, voir Mangin.
René Mangin, né le 24 novembre 1948 à Laxou, est un homme politique français.

## Biographie
Il est député (PS) de la deuxième circonscription de Meurthe-et-Moselle du 1er juin 1997 au 18 juin 2002.
Candidat sur la liste de "Demain Jarville" le 28 juin 2020, René Mangin est élu 3e adjoint au maire de Jarville-la-Malgrange.

## Détail des fonctions et des mandats
Mandat parlementaire
- 1er juin 1997 - 18 juin 2002 : député de la 2e circonscription de Meurthe-et-Moselle

Conseiller général
- en 2011 : conseiller général du Canton de Jarville-la-Malgrange